# Terrapene
 Terrapene és un  gènere de tortugues de la  família Emydidae que inclou diverses espècies i subespècies de tortuga de caixa endèmiques dels Estats Units i de Mèxic.

## Taxonomia
- Terrapene coahuila (Schmidt i Owens, 1944)
- Terrapene nelsoni (Stejneger, 1925)
  - Terrapene nelsoni nelsoni Stejnejer, 1925
  - Terrapene nelsoni klauberi Bogert, 1943
- Terrapene ornata (Agassiz, 1857)
  - Terrapene ornata ornata (Agassiz, 1857)
  - Terrapene ornata luteola (Smith i Ramsey, 1952)
- Terrapene carolina (Linnaeus, 1758)
  - Terrapene carolina carolina (Linnaeus, 1758)
  - Terrapene carolina bauri (Taylor, 1894)
  - Terrapene carolina major (Agassiz, 1857)
  - Terrapene carolina triunguis (Agassiz, 1857)
- Terrapene mexicana (Gray, 1849)
- Terrapene yucatana (Boulenger, 1895)